# Ludwig Boltzmann
Ludwig Eduard Boltzmann (Vienna, 20 febbraio 1844 – Duino, 5 settembre 1906) è stato un fisico, matematico e filosofo austriaco.
È stato uno dei più grandi studiosi di fisica teorici di tutti i tempi. La sua fama è dovuta alle ricerche in termodinamica e meccanica statistica, ad esempio, l'equazione fondamentale della teoria cinetica dei gas e il secondo principio della termodinamica. Diede importanti contributi anche in meccanica, elettromagnetismo, matematica e filosofia.
Fu un personaggio controverso e le sue idee innovative (sull'atomismo, l'irreversibilità, ecc.) furono spesso fraintese e osteggiate. In particolare, il suo amore per la matematizzazione più estrema gli valse il soprannome di "terrorista algebrico". A Ludwig Eduard Boltzmann la UAI ha intitolato un cratere lunare.

## Cronologia
(Epitaffio sulla tomba di Ludwig Boltzmann)

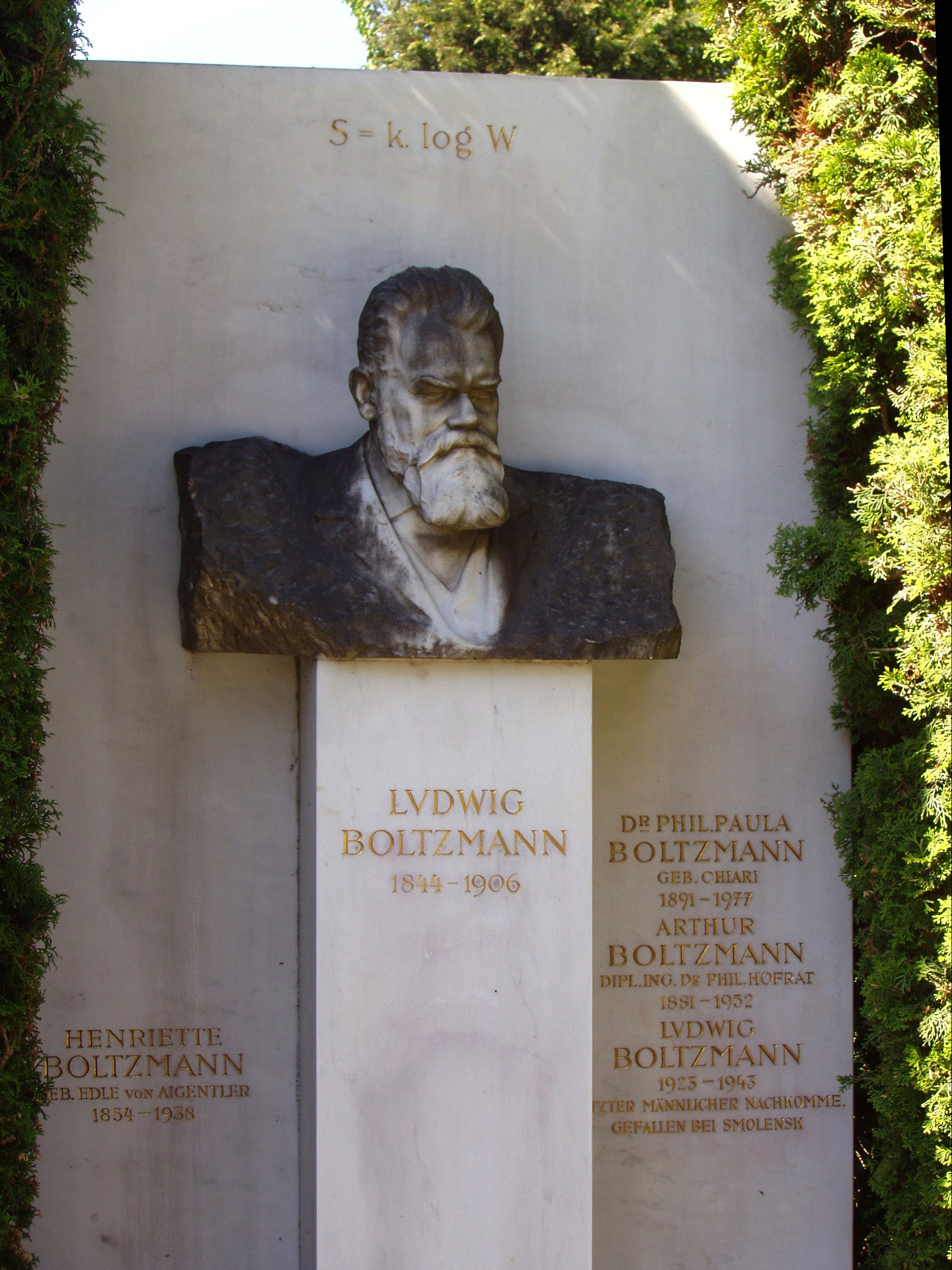
La tomba di Ludwig Boltzmann a Vienna (Zentralfriedhof)

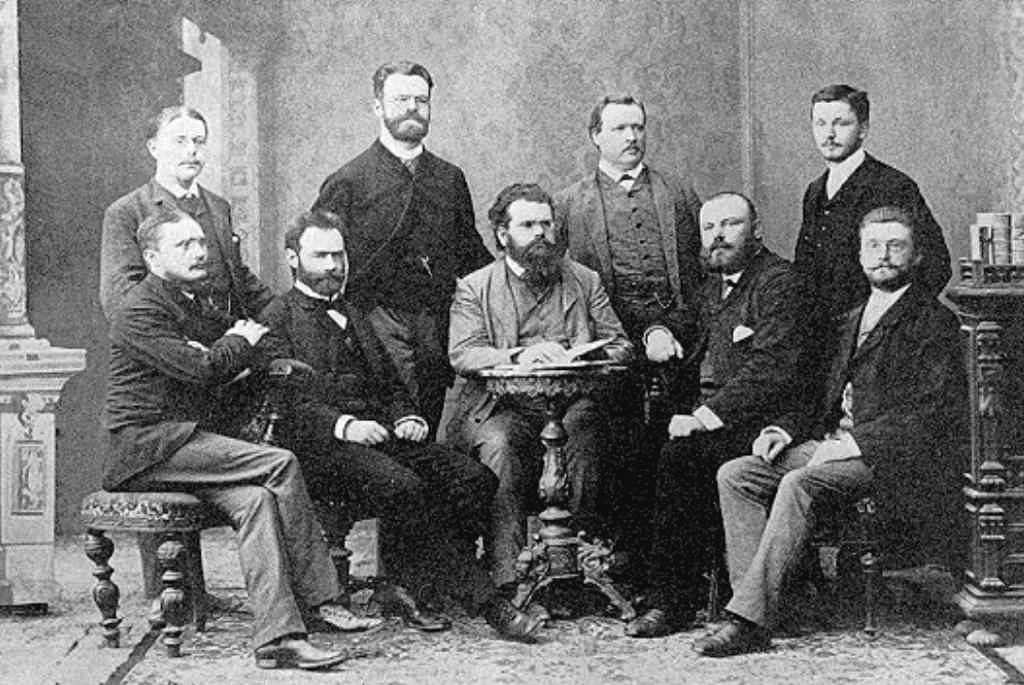
Boltzmann e colleghi a Graz, 1887. (in piedi, da sinistra) Nernst, Streintz, Arrhenius, Hiecke, (seduti, da sinistra) Aulinger, Ettingshausen, Boltzmann, Klemenčič, Hausmanninger

Nato a Vienna nel 1844, da un impiegato delle imposte e dalla figlia di un ricco mercante, dopo aver frequentato dal 1862 al 1863 il Ginnasio a Linz si iscrisse alla facoltà di fisica dell’Università di Vienna, ottenendo nel 1866 un dottorato insieme al collega Josef Stefan, di cui divenne assistente l’anno successivo.
Nel 1869 gli venne conferita la cattedra di fisica all’Università di Graz, restando nella città fino al 1873 quando ricevette la cattedra di matematica a Vienna.
Nel 1876 si sposò Henriette von Aigentler, da cui ebbe 3 figlie e 2 figli.
Nel 1885, dopo essere già diventato presidente della facoltà a Vienna, viene nominato membro dell'Accademia Imperiale delle Scienze, incarico che terrà contemporaneamente, dopo aver lasciato di nuovo la vita viennese, insieme a quella di Rettore dell’Università di Graz, incarico a cui fu nominato nel 1887.
L’anno successivo, tuttavia, viene ufficialmente designato consigliere del governo austriaco e, nel 1889, consigliere di corte.
Nel 1890 espatriò nell’Impero tedesco, avendo ottenuto la cattedra di Fisica Teorica a Monaco di Baviera, ma nel 1893 deciderà di rientrare a Vienna per la cattedra di fisica tanto bramata.
Nel 1894 gli venne conferito un dottorato honoris causa dall’Università di Oxford e l’anno successivo divenne Socio straniero dell’Accademia dei Lincei. Nel 1899, con l’occasione di una laurea honoris causa viaggia negli Stati Uniti e vi soggiorna per un breve periodo, rientrando in Europa nel 1900 dopo l’ottenimento della cattedra di Fisica Teorica all’Università di Lipsia, salvo lasciare presto l’incarico per rientrare nella cattedra viennese.
Nel 1901, con molti successi accademici alle spalle, si dedica ai viaggi, compiendo una crociera nel Mar Mediterraneo e visitando nel 1904 l'Esposizione Internazionale di Saint Louis, negli Stati Uniti.
Affetto tuttavia da un forte disturbo bipolare e dalla depressione nonché da una serie di malanni (cecità parziale, gastroenterite, cefalea, asma), ed avendo vissuto molto male la morte prematura del primogenito, lo stress derivante dal lavoro e gli scherni degli oppositori scientifici (tra cui Ernst Mach), si suicidò per impiccagione a Duino, il 5 settembre 1906, durante una vacanza estiva con la famiglia. I motivi del suicidio restano ancora oggi incerti.
Fu sepolto a Vienna nel Zentralfriedhof. Sulla sua tomba è incisa l'epigrafe "S = k log W " (con S entropia, k la costante di Boltzmann e W la molteplicità dei microstati), in riferimento al suo lavoro. Nel 2014, nel 170º anniversario della nascita, è stata apposta una targa all'esterno dell'edificio Ples di Duino (ora sede del Collegio del Mondo Unito dell'Adriatico), dove il fisico si impiccò.
Le persone che hanno influenzato o che sono state influenzate da Boltzmann:
- Maestri: Josef Stefan, James Clerk Maxwell (attraverso le opere)
- Colleghi: Robert Wilhelm Bunsen, Gustav Robert Kirchhoff, Hermann von Helmholtz, Carl von Linde, Franz Brentano, Hendrik Antoon Lorentz
- Critici: Ernst Mach, Wilhelm Ostwald, Max Planck, Ernst Zermelo, George Helm, Johann Josef Loschmidt, Lord Kelvin, Henri Poincaré, Karl Popper (postumo)
- Allievi: Paul Ehrenfest, Julius Robert von Mayer, Lise Meitner, Svante Arrhenius, Walther Nernst, Gustav Herglotz

## Risultati scientifici

### Meccanica statistica
- Equazione cinetica di Boltzmann (1872)
- Teorema H di Boltzmann
- Distribuzione di Maxwell-Boltzmann

### Termodinamica
- Legge di Stefan-Boltzmann

### Elettromagnetismo
- Misura della costante dielettrica nei gas
- Anisotropia della costante dielettrica nei cristalli

### Viscoelasticità
- Principio di sovrapposizione di Boltzmann

### Matematica
Della matematica Boltzmann fu più un "utente" che un "creatore".
Pur padroneggiando il calcolo infinitesimale, preferiva ragionare in termini di differenze finite e sommatorie,
per poi usare derivate e integrali come strumenti tecnici.

### Filosofia
In filosofia, Boltzmann si dichiarava un "materialista", nel senso che
L'idealismo asserisce che esistono solo l'«Io» e le varie idee, cercando di spiegare la materia a partire da queste.
Il materialismo parte dall'esistenza della materia e cerca di spiegare le sensazioni a partire da questa.
Ammirava Darwin, alle cui teorie evoluzioniste attribuiva una valenza filosofica.

## Equazione di Boltzmann
L'equazione di Boltzmann è un'equazione della meccanica statistica che descrive il comportamento statistico, in particolare riguardo al trasporto, di un sistema in uno stato di non-equilibrio termodinamico:
{\displaystyle {\frac {\partial f}{\partial t}}=-\nabla _{\mathbf {q} }f\cdot {\frac {\mathbf {p} }{m}}-\nabla _{\mathbf {p} }f\cdot \mathbf {F} ^{(e)}+\left({\frac {\partial f}{\partial t}}\right)_{\text{collisioni}}}
ove {\displaystyle f(\mathbf {q} ,\mathbf {p} ,t)} una funzione di densità di probabilità nello spazio di fase, ovvero il valore atteso di particelle a una data coppia di coordinate hamiltoniane. Il termine dipendente dai momenti coniugati {\displaystyle \mathbf {p} } si riferisce al trasposto convettivo, mentre il termine dipendente dalle forze esterne {\displaystyle \mathbf {F} ^{(e)}}al trasporto diffusivo.
Questa equazione descrive la variazione temporale e spaziale della distribuzione di probabilità della posizione e del momento della densità di distribuzione per un insieme di punti nello spazio di stato a particella singola. Molto spesso per la loro difficoltà di risoluzione si ricercano soluzioni approssimate all'equazione di Boltzmann che dipendono sia dall'ambito di utilizzo che dalle condizioni del sistema considerato. L'equazione fu concepita nel 1872 per le dinamiche di un gas ideale, ma una delle applicazioni più rilevanti sono le equazioni di bilancio, di cui un caso particolare senza sorgente sono le equazioni di conservazione.

## Opere

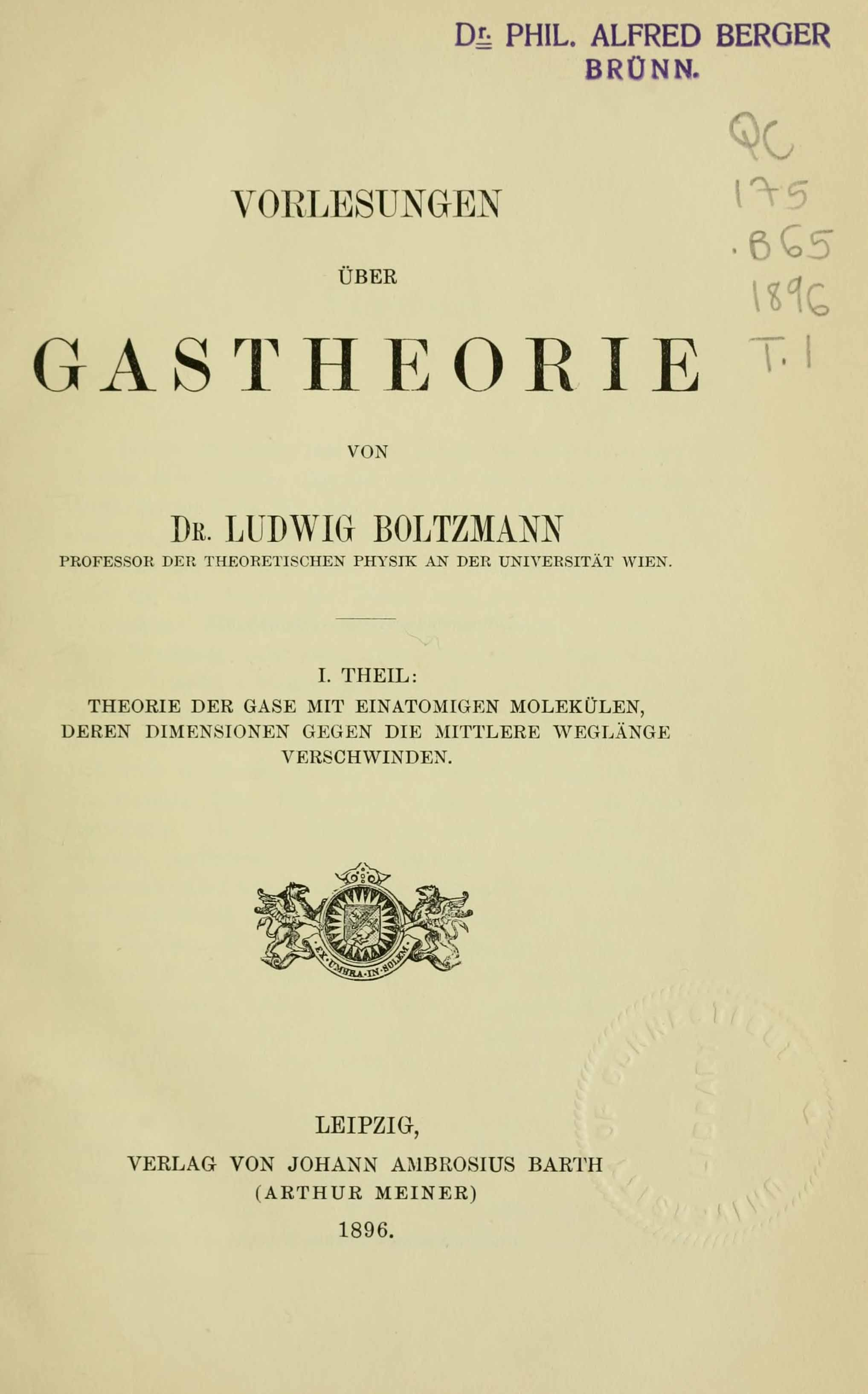
Theorie der Gase mit einatomigen Molekülen, deren Dimensionen gegen die mittlere weglänge Verschwinden, 1896

- (DE) Verhältniss zur Fernwirkungstheorie, Specielle Fälle der Elektrostatik, stationären Strömung und Induction, vol. 2, Leipzig, Johann Ambrosius Barth, 1893.
- (DE) Theorie van der Waals, Gase mit Zusammengesetzten Molekülen, Gasdissociation, Schlussbemerkungen, vol. 2, Leipzig, Johann Ambrosius Barth, 1896.
- (DE) Theorie der Gase mit einatomigen Molekülen, deren Dimensionen gegen die mittlere weglänge Verschwinden, vol. 1, Leipzig, Johann Ambrosius Barth, 1896.
- (DE) Abteilung der Grundgleichungen für ruhende, homogene, isotrope Körper, vol. 1, Leipzig, Johann Ambrosius Barth, 1908.
- (FR) Vorlesungen über Gastheorie, Paris, Gauthier-Villars, 1922.
- Fisica e probabilità (a cura di Massimiliano Badino), Edizioni Melquìades, Milano 2005.
- Scritti divulgativi (a cura di Carlo Cercignani), Universale Bollati Boringhieri, 1999.